# FC Dinamo Tbilisi
FC Dinamo Tbilisi (gruzínsky: თბილისის დინამო) je gruzínský profesionální fotbalový klub z Tbilisi, hlavního města Gruzie. Dinamo Tbilisi bylo jedním z nejvýznamnějších klubů v sovětském fotbalu a vážný kandidát na zisk mistrovského titulu v Sovětské lize ihned po založení klubu v roce 1936. Klub tehdy byl součástí jedné z předních sportovních společností v Sovětském svazu, sportovní společnosti Dynamo Sports Club, který měl vedle fotbalu několik dalších aktivit a byl sponzorován sovětským ministerstvem vnitra. Hlavním důvodem jeho evropské slávy bylo vítězství Poháru vítězů pohárů v roce 1981, porazil východoněmecký FC Carl Zeiss Jena 2-1 ve finále v Düsseldorfu.
Za svoji historii FC Dinamo Tbilisi vyprodukovalo mnoho slavných sovětských hráčů: Borise Paičadzeho, Avtandila Gogoberidzeho, Šotu Jamanidzeho, Micheila Meschiho, Slavu Metreveliho, Murtaze Churcilavu, Manučara Mačaidzeho, Davida Kipianiho, Vladimira Gucajeva, Alexandra Čivadzeho, Vitalije Daraseliu, Ramaze Šengeliu, Tengize Sulakvelidzeho. Po rozpadu Sovětského svazu později produkoval některé nejlepší gruzínských hráče jako Temura Kecbaiu, Šotu Arveladzeho, Giorgiho Kinkladzeho, Kachu Kaladzeho, Levana Kobiašviliho.
FC Dinamo Tbilisi byl jedním z mála týmů v Sovětské lize (společně s Dynamem Moskva a Dynamem Kyjev), které nikdy nesestoupily. Jejich nejslavnější trenér byl Nodar Achalkaci, který dovedl tým k sovětskému titulu v roce 1978, k vítězstvím v Sovětském poháru (1976 a 1979), a v Poháru UEFA v roce 1981. Byl také jedním ze tří asistentů trenéra sovětské fotbalové reprezentace na mistrovství světa ve fotbale 1982. FC Dinamo Tbilisi je patnáctinásobným mistrem gruzínské ligy a dvanáctinásobným držitelem gruzínského fotbalového poháru (k roku 2015).

## Úspěchy
- Mistr 1. gruzínské ligy: 19x - (1990, 1991, 1992, 1993, 1994, 1995, 1996, 1997, 1998, 1999, 2003, 2005, 2008, 2013, 2014, 2016, 2019, 2020, 2022)
- Pohár vítězů pohárů (1980/81)
- Gruzínský fotbalový pohár (1992, 1993, 1994, 1995, 1996, 1997, 2003, 2004, 2009, 2013, 2014, 2015, 201 )
- Sovětská první liga (1964, 1978)
- Sovětský fotbalový pohár (1976, 1979)
- Pohár Společenství nezávislých států (2004)

## Čeští trenéři v klubu
- Michal Bílek
- Dušan Uhrin
- Dušan Uhrin ml.